# Punk: Lang leve de lol
Punk: Lang leve de lol is een Nederlandse documentairefilm uit 1996 geregisseerd door Alfred Broer en geproduceerd door Zuidenwind Filmprodukties.  
In de documentaire wordt teruggekeken op de Amsterdamse punkscene aan het einde van de jaren 70. (Ex-)punkers kijken terug op deze roerige tijd waarin muziek, vriendschappen en vrijheid centraal stonden.
Punk: Lang leve de lol ging in 1996 in première op het IDFA en werd 1997 genomineerd voor een Gouden Kalf in de categorie "beste informatieve documentaire".